# Plantaginaceae
Famille
Classification APG III (2009)
La famille des Plantaginacées (Plantaginaceae) comprend des plantes dicotylédones ; elle se compose de 2-3 genres en classification classique et d'une centaine en classification phylogénique.
Ce sont essentiellement des plantes herbacées, annuelles ou pérennes, des régions froides à tropicales.

## Étymologie
Le nom de la famille vient du genre Plantago, issu du latin planta, « plante des pieds » et ago « je pousse », en raison de la forme des feuilles de certaines espèces qui évoquent la plante des pieds.

## Classification
La classification phylogénétique place cette famille (augmentée des Globulariacées, des Callitrichacées et des Hippuridacées, ainsi que des genres Antirrhinum, Asarina, Digitalis, Linaria et Veronica) dans l'ordre des Lamiales.

## Description
Les 200 espèces de Plantaginaceae au sens classique (c'est-à-dire dans la classification antérieure aux études phylogénétiques) sont caractérisées par des herbacées ou des plantes un peu ligneuses, à feuilles en rosette basale. Les petites fleurs discrètes sont blanches, brunâtres ou jaunâtres, sessiles, en épis ou en têtes denses, rarement solitaires ; les fleurs régulières ont un calice persistant à 4 divisions ; la corolle gamopétale, marcescente, scarieuse, imbriquée dans le bouton, a également 4 divisions ; l'androcée est composé de 4 étamines, longuement saillantes, alternes avec les lobes de la corolle, insérées à sa base, rarement sur le réceptacle ; les anthères sont mobiles, à 2 loges parallèles s'ouvrant en long ; l'ovaire libre comporte un style filiforme, à stigmate entier poilu-papilleux ; un fruit sec, à 1-4 loges à une ou plusieurs graines.
Il faut bien remarquer, au vu des remaniements de la classification APBG III, que la description ci-dessus n'a plus beaucoup de sens. Reste la gamopetalie, les 4 divisions du calice et de la corolle. Voir s'il n'y a pas des exceptions. L'apparence vegetative est très variée. Les étamines deux ou quatre, etc

## Liste des genres
Selon Catalogue of Life (17 janvier 2018) :
- Acanthorrhinum
- Achetaria
- Adenosma
- Albraunia
- Ameroglossum
- Anamaria
- Anarrhinum
- Angelonia
- Antirrhinum
- Aragoa
- Asarina
- Bacopa
- Basistemon
- Boelckea
- Callitriche
- Campylanthus
- Chaenorhinum
- Chelone
- Chionophila
- Collinsia
- Conobea
- Cymbalaria
- Darcya
- Deinostema
- Digitalis
- Dintera
- Dizygostemon
- Dopatrium
- Ellisiophyllum
- Encopella
- Epixiphium
- Erinus
- Fonkia
- Gadoria
- Galvezia
- Gambelia
- Globularia
- Gratiola
- Hemiphragma
- Hippuris
- Holmgrenanthe
- Holzneria
- Howelliella
- Hydrotriche
- Ildefonsia
- Kashmiria
- Keckiella
- Kickxia
- Lafuentea
- Lagotis
- Limnophila
- Linaria
- Lophospermum
- Mabrya
- Maurandella
- Maurandya
- Mecardonia
- Melosperma
- Misopates
- Mohavea
- Monopera
- Monttea
- Nanorrhinum
- Neogaerrhinum
- Nothochelone
- Nuttallanthus
- Ourisia
- Paederota
- Pennellianthus
- Penstemon
- Philcoxia
- Picrorhiza
- Plantago
- Poskea
- Pseudomisopates
- Pseudorontium
- Rhodochiton
- Russelia
- Sairocarpus
- Schistophragma
- Schweinfurthia
- Scoparia (plantes)
- Scrofella
- Sibthorpia
- Stemodia
- Tetranema
- Tetraulacium
- Tonella
- Trapella
- Uroskinnera
- Veronica
- Veronicastrum
- Wulfenia
- Wulfeniopsis

Selon Angiosperm Phylogeny Website (8 Jul 2010) :
- Acanthorrhinum
- Achetaria
- Adenosma
- Albraunia
- Anarrhinum
- Angelonia
- Antirrhinum
- Aragoa
- Artanema
- Asarina
- Bacopa
- Basistemon
- Benjaminia
- Besseya
- Bougueria
- Brookea
- Bryodes
- Bythophyton
- Callitriche
- Campylanthus
- Chaenorhinum
- Chelone
- Chionohebe
- Chionophila
- Cochlidiosperma
- Collinsia
- Conobea
- Cymbalaria
- Detzneria
- Digitalis
- Dintera
- Dizygostemon
- Dopatrium
- Encopella
- Epixiphium
- Erinus
- Galvezia
- Gambelia
- Geochorda
- Globularia
- Gratiola
- Hemiphragma
- Herpestis
- Hippuris
- Holmgrenanthe
- Holzneria
- Howelliella
- Hydrotriche
- Isoplexis
- Kashmiria
- Keckiella
- Kickxia
- Lafuentea
- Lagotis
- Limnophila
- Linaria
- Lophospermum
- Mabrya
- Maurandella
- Maurandya
- Mecardonia
- Melosperma
- Micranthemum
- Microcarpaea
- Misopates
- Mohavea
- Monocardia
- Monopera
- Monttea
- Neogaerrhinum
- Neopicrorhiza
- Nothochelone
- Odicardis
- Otacanthus
- Ourisia
- Paederota
- Parahebe
- Penstemon
- Picria
- Picrorhiza
- Plantago
- Poskea
- Psammetes
- Pseudorontium
- Rhodochiton
- Russelia
- Sairocarpus
- Schistophragma
- Schweinfurthia
- Scoparia (plantes)
- Scrofella
- Sibthorpia
- Stemodia
- Tetranema
- Tetraulacium
- Tonella
- Uroskinnera
- Veronica
- Veronicastrum
- Wulfenia
- Wulfeniopsis

Selon NCBI (8 Jul 2010) :
- tribu des Angelonieae
  - Angelonia
  - Basistemon
- tribu des Antirrhineae
  - Acanthorrhinum
  - Albraunia
  - Anarrhinum
  - Antirrhinum
  - Asarina
  - Chaenorhinum
  - Cymbalaria
  - Galvezia
  - Gambelia
  - Holmgrenanthe
  - Holzneria
  - Howelliella
  - Kickxia
  - Linaria
  - Lophospermum
  - Mabrya
  - Maurandella
  - Maurandya
  - Misopates
  - Mohavea
  - Nuttallanthus
  - Pseudomisopates
  - Rhodochiton
  - Schweinfurthia
- tribu des Callitricheae
  - Callitriche
- tribu des Cheloneae
  - Chelone
  - Chionophila
  - Collinsia
  - Keckiella
  - Nothochelone
  - Pennellianthus
  - Penstemon
  - Russelia
  - Tetranema
  - Tonella
  - Uroskinnera
- tribu des Digitalideae
  - Aragoa
  - Camptoloma
  - Campylanthus
  - Digitalis
  - Erinus
  - Glumicalyx
  - Isoplexis
  - Lafuentea
  - Lagotis
- tribu des Globularieae
  - Globularia
  - Poskea
- tribu des Gratioleae
  - Achetaria
  - Amphianthus
  - Artanema
  - Bacopa
  - Conobea
  - Dopatrium
  - Gratiola
  - Hydrotriche
  - Leucospora
  - Limnophila
  - Mecardonia
  - Micranthemum
  - Microcarpaea
  - Otacanthus
  - Philcoxia
  - Scoparia (plantes)
  - Stemodia
- tribu des Hippurideae
  - Hippuris
- tribu des Ourisieae
  - Ourisia
- tribu des Oxycladeae
  - Melosperma
  - Monttea
- tribu des Plantagineae
  - Littorella
  - Plantago
- tribu des Sibthorpieae
  - Hemiphragma
  - Sibthorpia
- tribu des Veroniceae
  - Neopicrorhiza
  - Paederota
  - Paederotella
  - Picrorhiza
  - Synthyris
  - Veronica
  - Veronicastrum
  - Wulfenia
  - Wulfeniopsis
- Plantaginaceae incertae sedis
  - Ellisiophyllum